# Rassemblement wallon
Rassemblement wallon (RW) är ett belgiskt parti i Vallonien. Partiet förespråkar federalism och sedan 1985 självständighet från övriga Belgien. Partiet grundades den 7 mars 1968. Partiet har tidvis samarbetat med Front Démocratique des Francophones.